# 원더스완
원더스완(영어: WonderSwan, 일본어: ワンダースワン)은 반다이에서 발매된 휴대용 게임기이다. 1999년 3월 4일 일본에서 발매되었으며, 발매 당시 정가는 4,800엔. 후계 기종으로 원더스완 컬러가 있다.

## 개요
내장된 EEPROM에 이름, 생일, 혈액형 등의 개인 정보를 기록할 수 있다. 가로와 세로 어느 방향으로도 사용할 수 있도록 개발되었기 때문에 십자 키와 같은 고정적인 버튼없고, 각 버튼이 십자 키의 역할을 담당하고 있다. 이 버튼은 독립된 버튼들이기 때문에 액션 게임에서의 조작성은 나쁘다.
게임보이 컬러나 네오 지오 포켓 컬러가 발매되는 가운데 배터리의 소모나 저렴한 가격을 우선시하여 흑백 액정으로의 발매를 단행했다. 이듬해, 칼라 액정의 흐름을 따라 원더스완 컬러가 발매되었다. 일정한 시장 점유율을 획득하는 데 성공하지만, 원더스완 컬러의 킬러 소프트의 부족으로 인한 시세 하락으로 게임보이 어드밴스가 시장을 석권하게 되었다.
2003년 2월 18일 반다이는 휴대용 게임기 시장으로부터 철수할 것을 밝혔다.